# Таксист (фільм)
«Такси́ст» (англ. Taxi Driver) — американський психологічний трилер у стилі неонуар режисера Мартіна Скорсезе за сценарієм Пола Шредера 1976 року. У головних ролях: Роберт Де Ніро, Джоді Фостер, Сібілл Шеперд, Гарві Кейтель, Пітер Бойл, Леонард Гарріс та Альберт Брукс. Дія фільму розгортається в морально занепалому Нью-Йорку після війни у В'єтнамі. Фільм розповідає про Тревіса Бікла, ветерана-соціопата, що поступово божеволіє, працюючи таксистом по ночах.
Надихаючись фільмами «Не та людина» (1956) та «Великий сплеск» (1973), Скорсезе хотів добитися у глядачів ефекту сновидіння. Найнявши Майкла Чепмена оператором, зйомки розпочалися влітку 1975 року в Нью-Йорку; акторам довелося піти на скорочення зарплатні, щоб вкластися в невеликий бюджет у 1,9 мільйона доларів. Зйомки завершилися того ж року. Бернард Геррманн написав музику до фільму, яка стала його останнім твором, завершеним лише за кілька годин до смерті; фільм присвячений йому.
Фільм вийшов у прокат кіностудією Columbia Pictures 7 лютого 1976 року і мав успіх у критиків та публіки, попри те, що викликав суперечки через графічне насильство у кульмінаційному фіналі та кастинг 12-річної Фостер на роль неповнолітньої повії. 
Фільм отримав численні нагороди, зокрема Золоту пальмову гілку Каннського кінофестивалю 1976 року та чотири номінації на 49-й церемонії вручення премії «Оскар», у тому числі за найкращий фільм, найкращу чоловічу роль (Де Ніро) та найкращу жіночу роль другого плану (Фостер).
Попри те, що «Таксист» викликав подальші суперечки через його роль у мотиві Джона Гінклі-молодшого здійснити замах на тодішнього президента Рональда Рейгана, фільм залишається популярним і вважається одним з найбільш культурно значущих і надихаючих фільмів свого часу, а також одним з найкращих фільмів, коли-небудь знятих, здобувши культовий статус. У 2022 році журнал Sight & Sound назвав його 29-м найкращим фільмом за версією десятирічного опитування критиків, а також 12-м найкращим фільмом усіх часів і народів за версією режисерів, розділивши перше місце з фільмом «Баррі Ліндон». У 1994 році Бібліотека Конгресу США визнала фільм «культурно, історично та естетично» значущим і внесла його до Національного реєстру фільмів.
На 1 березня 2024 року фільм займав 126-ту позицію у списку 250 кращих фільмів за версією IMDb.

## Сюжет
Головний герой фільму — Тревіс Бікл (Роберт Де Ніро), самотній 26-річний чоловік, який раніше служив у морській піхоті. Страждаючи від хронічного безсоння, він влаштовується працювати нічним таксистом у Нью-Йорку. У вільний час Тревіс відвідує порнокінотеатр або кружляє на своєму таксі по міських нетрях. Ці подорожі знято таким чином, що вони дають глядачеві можливість відчути й фатальну самотність головного героя, і його внутрішню відокремленість від людей, які залишаються за склом його автомобіля.
Йому вдається познайомитися з дівчиною, на ім'я Бетсі (Сібілл Шеперд), яка працює у виборчому штабі нью-йоркського сенатора Чарльза Палантайна. Тревіс запрошує її в кінотеатр, де йде порнофільм. Маючи його за ненормального, дівчина тікає. Тревіс відчуває себе розгубленим і кинутим. Одного разу в таксі до Тревіса сідає напівбожевільний бізнесмен (Мартін Скорсезе), який повертає його думки до насильства, розповівши про власний намір убити дружину, яка нібито зраджує йому з негром.
Перебуваючи за кермом, Тревіс знайомиться з Айріс (Джоді Фостер) — 12-річною дівчинкою-повією, що посварилася зі своїм сутенером. Він з усіх сил намагається «врятувати» Айріс, — умовити повернутися до батьків і до школи. Однак дівчинка не сприймає його слів, бо їй здається, що сутенер (Гарві Кейтель) у неї закоханий.
Врешті-решт Тревіс приходить до думки, що пора вичистити весь «бруд» у місті. Для цього він купує чотири пістолети. Випадково ставши свідком пограбування магазину, Тревіс стріляє в грабіжника, якого продавець потім несамовито добиває. Частково з ревнощів до Бетсі, почасти через свій загальний стан, Тревіс вирішує подражнити охорону сенатора Палантайна, удаючи, ніби він убивця. Налякавши сенатора та сполохавши охоронців, Тревіс тікає.
Потім він йде до сутенера, стріляє йому в живіт, вривається в бордель, вбиває викидайла та ще одного завсідника. У ході перестрілки Тревіс отримує поранення в шию. Здається, він помирає від кульової рани. Однак у наступній сцені показано лист батьків Айріс до Тревіса, в якому вони називають його героєм. Судячи з усього, історія вчиненої ним у борделі розправи отримує широкий суспільний резонанс і багато хто щиро захоплюється ним.
В останній сцені показано, як у таксі Бікла знову сідає Бетсі. Вона вважає його героєм, але він про себе так не думає. Бікл довозить її до будинку, не бере плату і їде. Поширеною є думка, що після сцени вбивства все відбувається в згасаючій уяві головного героя. Таксист здригається, впіймавши відображення своїх стривожених, залитих червоними вогнями очей у дзеркалі таксомотора. Коли починають йти фінальні титри, автомобіль зовсім пропадає з очей. Фільм закінчується планом нічної вулиці, по якій їде безліч машин, на узбіччі видно силуети людей, після чого сцена йде у затінення.

## Актори
- Роберт Де Ніро — Тревіс Бікл
- Сібілл Шеперд — Бетсі
- Джоді Фостер — Айріс Стенсма, 12-річна повія
- Гарві Кейтель — Мейта, сутенер Айріс
- Пітер Бойл — «Чаклун», таксист
- Леонард Герріс — Чарльз Пелентайн, сенатор
- Альберт Брукс — Том
- Мартін Скорсезе — пасажир Тревіса
- Джо Спінелл — кадровий працівник
- Гарт Ейвері — подруга Айріс
- Річард Гіґс — офіцер служби охорони
- Боб Маров — мафіозі
- Стівен Прінс — Енді, продавець зброї
- Пітер Севедж — Джон

## Знімальна група
- Режисер: Мартін Скорсезе
- Продюсер: Джулія Філіпс (Julia Phillips), Майкл Філіпс (Michael Phillips)
- Сценарист: Пол Шредер
- Композитор: Бернард Геррманн помер до прем'єри, в кінці фільму йому висловлено окрему подяку
- Оператор: Майкл Чепмен (Michael Chapman)
- Монтаж: Том Рольф (Tom Rolf), Мелвін Шапіро (Melvin Shapiro)
- Художник по костюмах: Рут Морлі (Ruth Morley)

## Сценарій
Фільм знято за сценарієм відомого кінокритика Пола Шредера, який було засновано на переробленій фабули класичного вестерну «Шукачі» й насичено автобіографічними елементами. Основним джерелом натхнення для персонажа Тревіса Бікла став щоденник Артура Бремера, засудженого злочинця, чия спроба вбивства кандидата в президенти США Джорджа Воллеса залишила останнього паралізованим нижче пояса. Серед інших літературних джерел, з яких він виходив, сценарист називає роботи Достоєвського («Записки з підпілля») й Сартра («Нудота»). «Я намагався перенести героя творів екзистенціалістів з Європи до Америки. Як можна помітити, в американському варіанті він ще менш здатний з'ясувати причини своїх проблем», — пише Шредер. Скорсезе та Шредера познайомив Браян де Пальма. Скорсезе наполіг на переробленні сценарію з кількох істотних позицій. Зокрема, дію перенесено з Лос-Анджелеса в більш звичний йому Нью-Йорк, а останні жертви Бікла з міркувань політкоректності замість негрів стали білими.

## Нагороди
- 1976 Премія Каннського кінофестивалю:
  - Золота пальмова гілка — Мартін Скорсезе
- 1976 Премія Асоціації кінокритиків Лос-Анджелеса (LAFCA):
  - найкращому акторові — Роберт Де Ніро
  - за найкращу музику — Бернард Герман
  - приз нового покоління (New Generation Award) — Джоді Фостер, Мартін Скорсезе
- 1977 Премія БАФТА, Британської академії телебачення та кіномистецтва:
  - за найкращу музику — Бернард Герман
- 1977 Премія Давида ді Донателло[15]:
  - особливий Давид — Джоді Фостер, Мартін Скорсезе

## Номінації
1977 рік — номінації на «Оскар» у категоріях
- Премія «Оскар» за найкращий фільм — Мартін Скорсезе
- Премія «Оскар» за найкращу чоловічу роль — Роберт Де Ніро
- Премія «Оскар» за найкращу жіночу роль другого плану — Джоді Фостер
- Премія «Оскар» за найкращу музику до фільму — Бернард Геррманн

1977 рік — номінації на «Золотий глобус» у категоріях:
- Найкраща чоловіча роль (драма) — Роберт Де Ніро
- Найкращий сценарій — Пол Шредер